# Cinnamomum japonicum
Cinnamomum japonicum är en lagerväxtart som beskrevs av Sieb. och Takenoshin Nakai. Cinnamomum japonicum ingår i släktet Cinnamomum och familjen lagerväxter.

## Underarter
Arten delas in i följande underarter:
- C. j. pilosum
- C. j. tenuifolium